# 利希滕贝格 (巴伐利亚州)
利希滕贝格（德語：Lichtenberg，發音：[ˈlɪçtn̩ˌbɛʁk] ⓘ）是德国巴伐利亚州上弗兰肯行政区霍夫县的城市，面积9.47平方千米，2023年12月31日人口为1,026人。